# Dánsko na Letních olympijských hrách 1932
Dánsko se účastnilo Letní olympiády 1932 v kalifornském Los Angeles. Zastupovalo ho 43 sportovců (35 mužů a 8 žen) v 9 sportech.

## Medailisté
| Medaile | Jméno                                   | Sport      | Soutěž                          |
| ------- | --------------------------------------- | ---------- | ------------------------------- |
| Stříbro | Henry Hansen Leo Nielsen Frode Sørensen | Cyklistika | Družstvo mužů − hromadný start  |
| Stříbro | Svend Olsen                             | Vzpírání   | Muži lehkotěžká váha do 82,5 kg |
| Stříbro | Abraham Kurland                         | Zápas      | řecko-římský do 66 kg           |
| Bronz   | Peter Jørgensen                         | Box        | Muži váha polotěžká do 79,4 kg  |
| Bronz   | Harald Christensen Willy Gervin         | Cyklistika | Muži 2 000 m tandem             |
| Bronz   | Else Jacobsen                           | Plavání    | Ženy 200 m prsa                 |